# العلاقات البوليفية الكورية الجنوبية
العلاقات البوليفية الكورية الجنوبية هي العلاقات الثنائية التي تجمع بين بوليفيا وكوريا الجنوبية.

## مقارنة بين البلدين
هذه مقارنة عامة ومرجعية للدولتين:
| وجه المقارنة                                              | بوليفيا                                          | كوريا الجنوبية                                                          |
| --------------------------------------------------------- | ------------------------------------------------ | ----------------------------------------------------------------------- |
| المساحة (كم2)                                             | 1.10 مليون                                       | 100.30 ألف                                                              |
| عدد السكان (نسمة)                                         | 11.05 مليون                                      | 51.47 مليون                                                             |
| الكثافة السكانية (ن./كم²)                                 | 10.05                                            | 513.16                                                                  |
| العاصمة                                                   | سوكري، لاباز                                     | سول                                                                     |
| اللغة الرسمية                                             | اللغة الإسبانية، اللغة الأيمرية، كتشوا، غوارانية | اللغة الكورية                                                           |
| العملة                                                    | بوليفاريو بوليفي                                 | وون كوري جنوبي                                                          |
| الناتج المحلي الإجمالي (بليون دولار)                      | 37.51 مليار                                      | 1.53 تريليون                                                            |
| الناتج المحلي الإجمالي (تعادل القوة الشرائية) بليون دولار | 74.58 مليار                                      | 1.75 تريليون                                                            |
| الناتج المحلي الإجمالي الاسمي للفرد دولار أمريكي          | 3.08 ألف                                         | 27.22 ألف                                                               |
| الناتج المحلي الإجمالي للفرد دولار أمريكي                 | 6.63 ألف                                         |                                                                         |
| مؤشر التنمية البشرية                                      | 0.662                                            | 0.901                                                                   |
| رمز المكالمات الدولي                                      | +591                                             | +82                                                                     |
| رمز الإنترنت                                              | .bo                                              | .kr                                                                     |
| المنطقة الزمنية                                           | 00                                               | توقيت كوريا الجنوبية، ت ع م+09:00، آسيا/سيول ‏، ت ع م+08:00، ت ع م+08:30 |

## منظمات دولية مشتركة
يشترك البلدان في عضوية مجموعة من المنظمات الدولية، منها:
| علم المنظمة | اسم المنظمة                        | تاريخ انضمام بوليفيا | تاريخ انضمام كوريا الجنوبية |
| ----------- | ---------------------------------- | -------------------- | --------------------------- |
|             | البنك الدولي للإنشاء والتعمير      | 27 ديسمبر 1945       | 26 أغسطس 1955               |
|             | منظمة الشرطة الجنائية الدولية      | ?                    | ?                           |
|             | يونسكو                             | 13 نوفمبر 1946       | 14 يونيو 1950               |
|             | الاتحاد البريدي العالمي            | ?                    | ?                           |
|             | الأمم المتحدة                      | 14 نوفمبر 1945       | 17 سبتمبر 1991              |
|             | منظمة التجارة العالمية             | 12 سبتمبر 1995       | ?                           |
|             | مؤسسة التمويل الدولية              | 20 يوليو 1956        | 16 مارس 1964                |
|             | وكالة ضمان الاستثمار متعدد الأطراف | 3 أكتوبر 1991        | 12 أبريل 1988               |
|             | منظمة حظر الأسلحة الكيميائية       | ?                    | ?                           |
|             | مؤسسة التنمية الدولية              | 21 يونيو 1961        | 18 مايو 1961                |

## وصلات خارجية
- موقع وزارة الخارجية البوليفية
- موقع وزارة الخارجية الكورية الجنوبية